# Megelli
|                |
| Megelli Motard |

Megelli is een Brits merk van motorfietsen.
Megelli Ltd, North Hykeham, Lincoln LN6 9AL, UK (2005-heden)
De oprichter van Megelli, Barry Hall, ontwikkelde vanaf 2005 aanvankelijk 3 modellen, allemaal voorzien van een 125 cc viertaktmotor. De eerste presentatie vond plaats op de EICMA (Milaan) in 2007. Ontwerp en ontwikkeling vinden nog steeds in Engeland plaats, maar de productie gebeurt in Taiwan, met onder andere producten van SYM. 